# 94 قيطس b

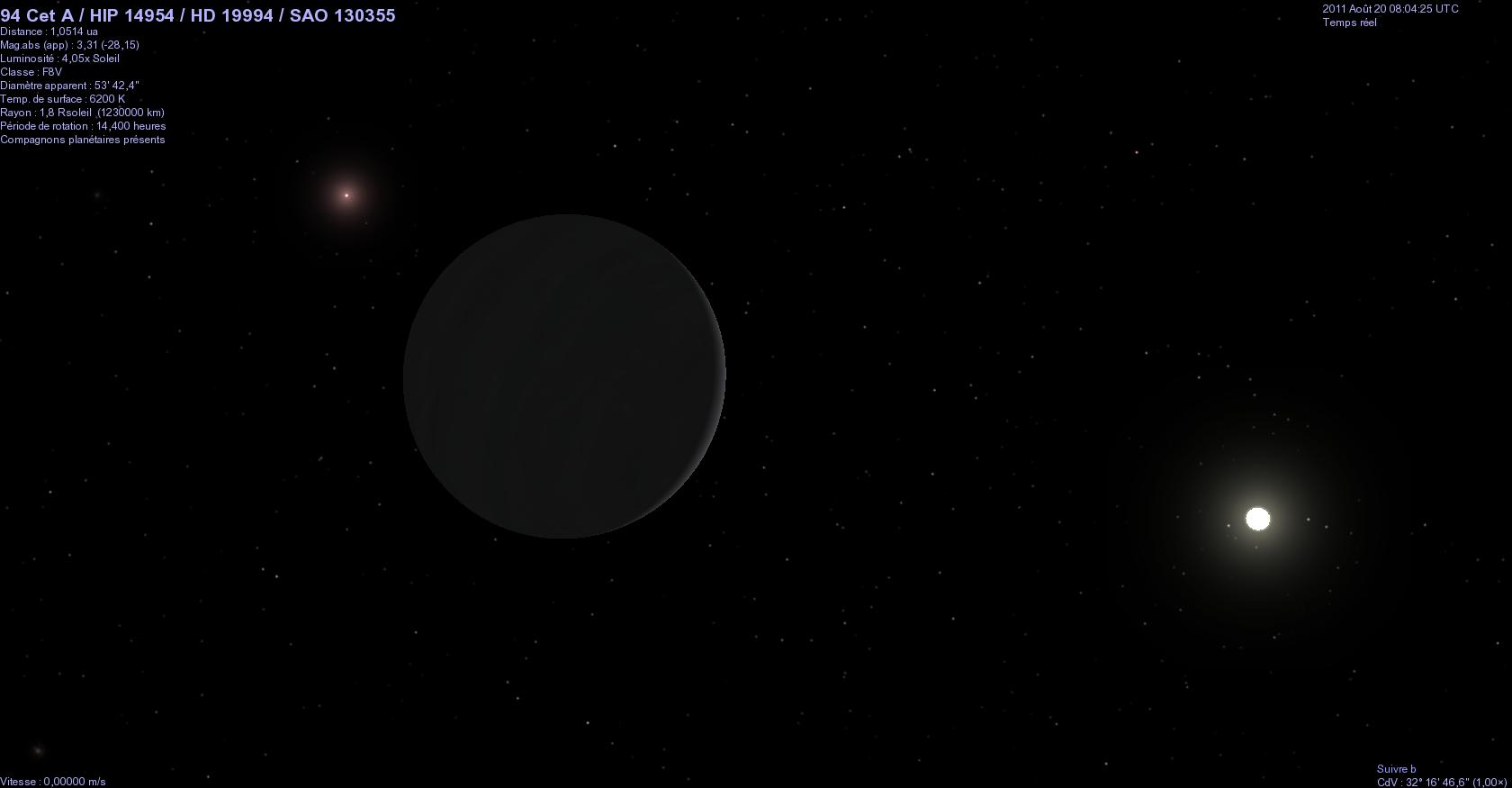
94 قيطس b

94 قيطس b أو 94 قيطس Ab لتمييز بينة وبين قزم أحمر مرافق بعيد في نظام 94 قيطس النجمي. هو كوكب خارج المجموعة الشمسية يدور حول النجم 94 قيطس على بعد يقدر بحوالي 73 سنة ضوئية في كوكبة قيطس. يدور الكوكب حول نجمة مرة كل 1.2 سنة في متوسط مسافة مدارية تبلغ 1.42 وحدة فلكية. اكتشف الكوكب في 7 أغسطس 2000 من قبل فريق جنيف للبحث عن الكواكب خارج المجموعة الشمسية بقيادة ميشيل مايور نتيجة لقياسات السرعة الشعاعية التي أجريت باستخدام تلسكوب ليونارد يولر في مرصد لاسيلا.